# 김력
김력(1968년 2월 28일 ~)은 태평양 돌핀스, 롯데 자이언츠의 전 야구 선수다.

## 출신 학교
- 초량중학교
- 경남고등학교
- 동아대학교

## 등번호
- 39 (1990~1992 시즌 중, 1993)
- 47 (1992 시즌 중 ~ 종료)

## 같이 보기
- 1993년 롯데 자이언츠 시즌